# Nová Kelča
Nová Kelča – wieś (obec) na Słowacji, w kraju preszowskim w powiecie Vranov nad Topľou, położona na północnym wschodzie zbiornika Veľká Domaša.
Pierwsza wzmianka pisemna o miejscowości pojawia się w roku 1404 w liście Zygmunta Luksemburskiego. Z tekstu listu wynika, że miejscowość istniała już w pierwszej połowie XIV wieku.
W miejscowości znajduje się, częściowo zrujnowany, kościół rzymskokatolicki, wzmiankowany w pierwszej połowie XVIII wieku. W latach 60. XX wieku zatopiona została Stará Kelča poprzez budowę zbiornika Veľká Domaša. W latach 90. XX wieku wybudowany został w miejscowości nowy kościół.

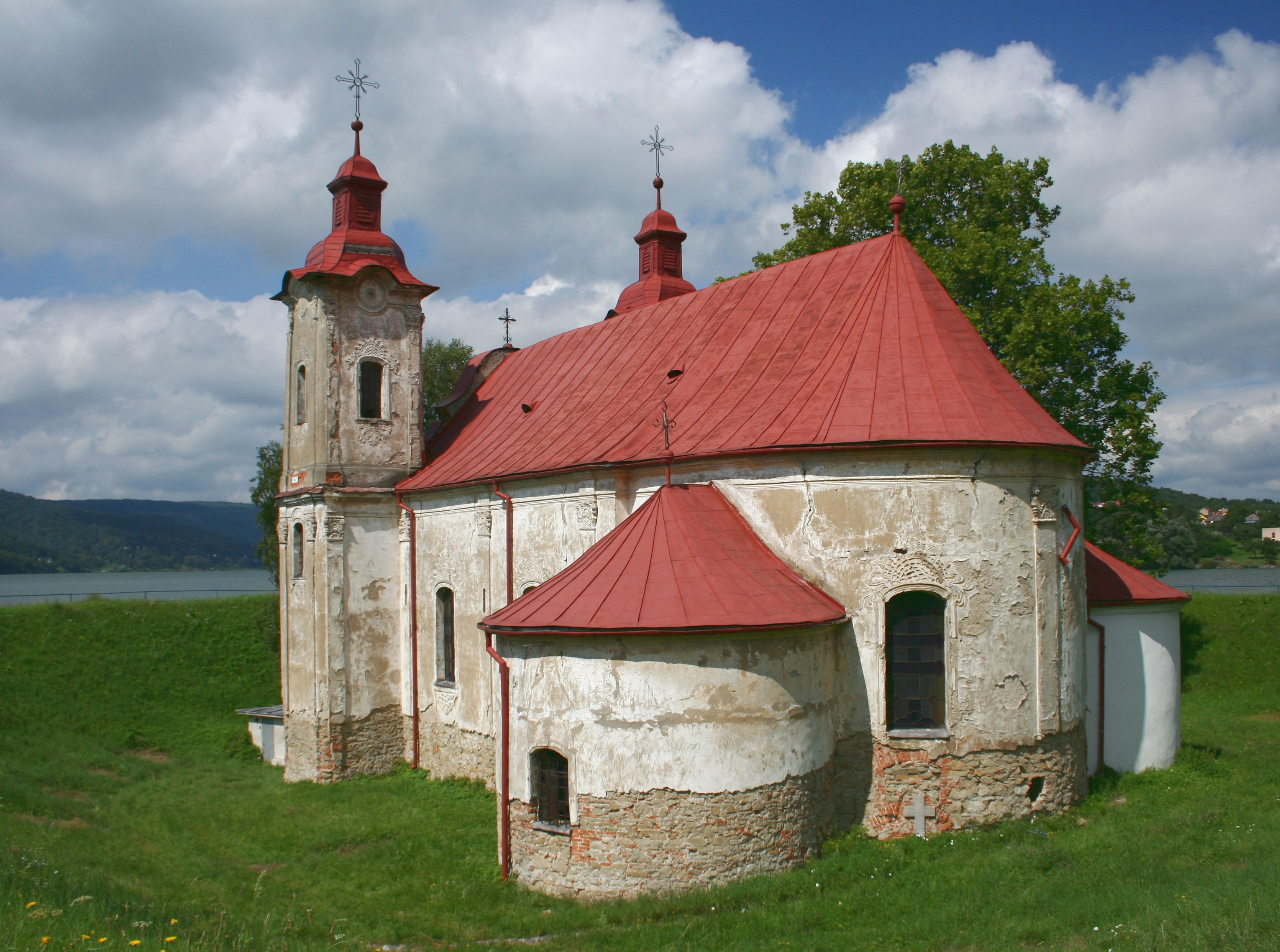
Kościół św. Stefana Króla
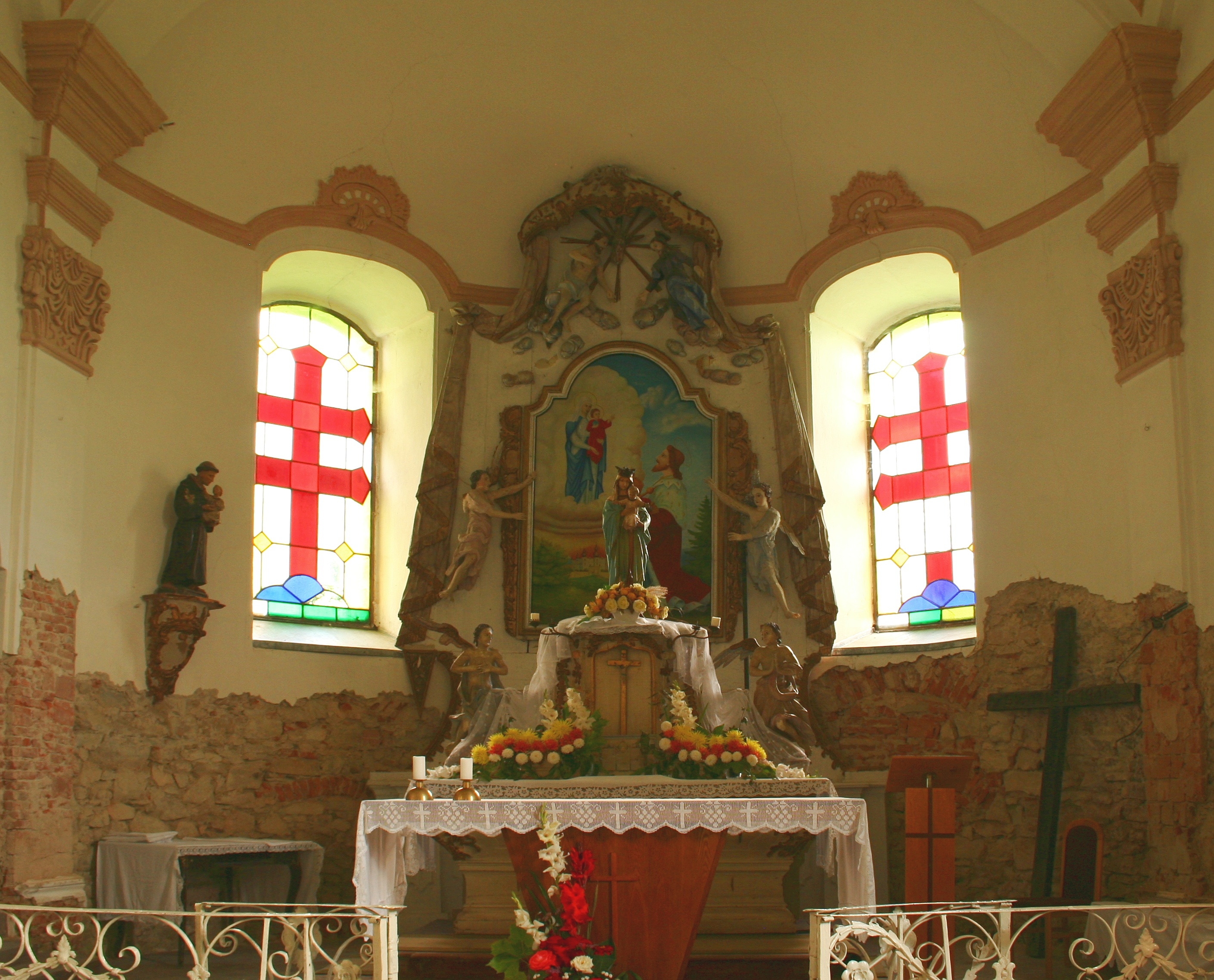
Wnętrze kościoła Stefana Króla (sierpień 2008)
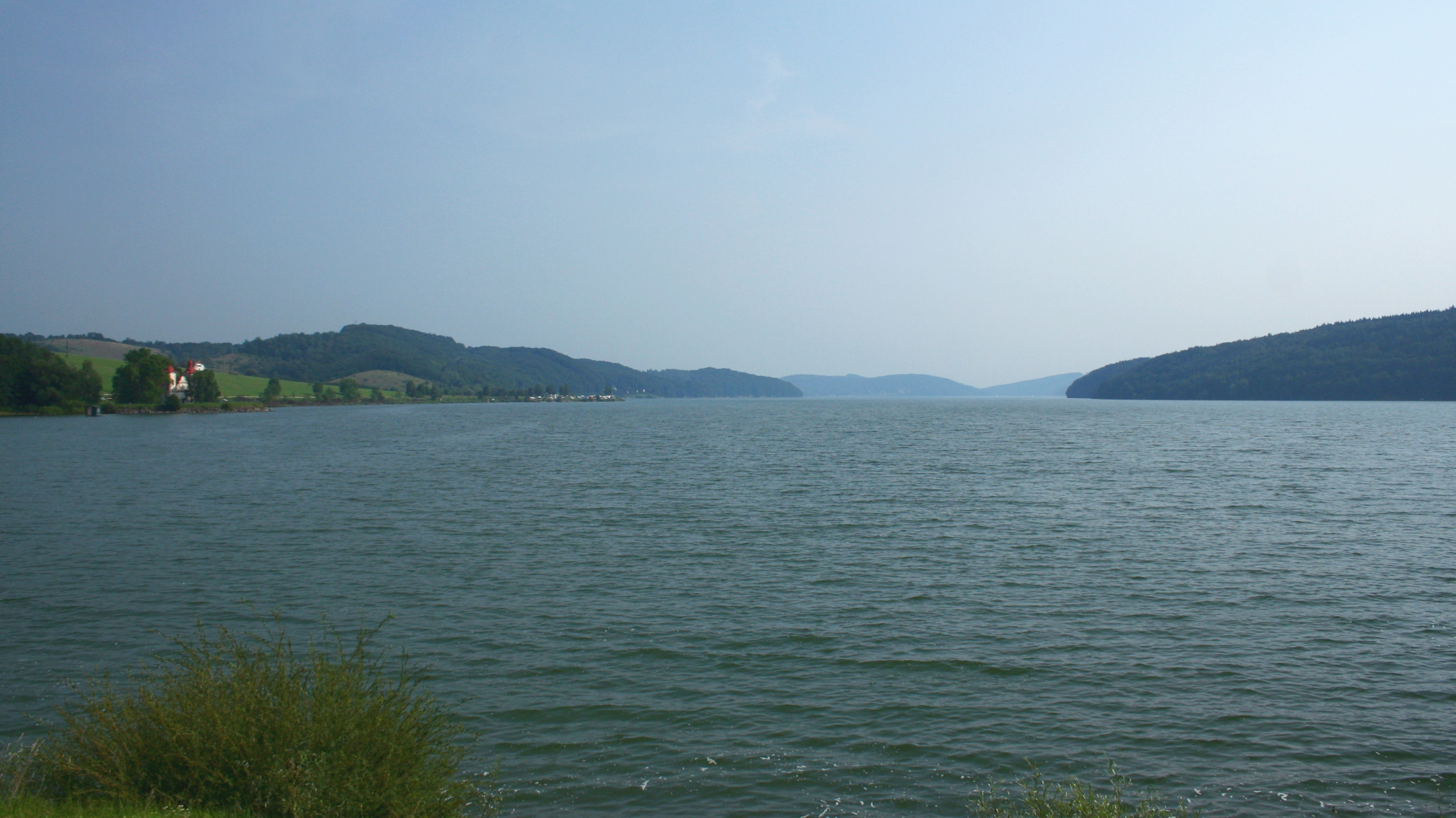
Veľká Domaša widziana od strony miejscowości